# Polnische Badmintonmeisterschaft 2010
Die Polnische Badmintonmeisterschaft 2010 fand vom 4. bis zum 6. Februar 2010 in Głubczyce statt. Es war die 46. Austragung der Titelkämpfe.

## Medaillengewinner
| Disziplin    | Gold                                                                        | Silber                                                                          | Bronze |
| ------------ | --------------------------------------------------------------------------- | ------------------------------------------------------------------------------- | --- |
| Herreneinzel | Przemysław Wacha (Technik Głubczyce)                                        | Hubert Pączek (AZS AGH Kraków)                                                  | Dariusz Zięba (LUKS Badminton Choroszcz) Rafał Hawel (Technik Głubczyce)                                                                                          |
| Dameneinzel  | Kamila Augustyn (Piast Słupsk)                                              | Małgorzata Kurdelska (AZS UW Warszawa)                                          | Aleksandra Wałaszek (Technik Głubczyce) Anna Narel (LUKS Badminton Choroszcz)                                                                                     |
| Herrendoppel | Michał Łogosz (SKB Litpol-Malow Suwałki) Robert Mateusiak (Hubal Białystok) | Adam Cwalina (Technik Głubczyce) Rafał Hawel (Technik Głubczyce)                | Krzysztof Maślanka (UKS 15 Kędzierzyn-Koźle) Wojciech Poszelężny (UKS 15 Kędzierzyn-Koźle) Paweł Pietryja (Plesbad Pszczyna) Przemysław Urban (Technik Głubczyce) |
| Damendoppel  | Kamila Augustyn (Piast Słupsk) Nadieżda Kostiuczyk (Hubal Białystok)        | Natalia Pocztowiak (Technik Głubczyce) Agnieszka Wojtkowska (Technik Głubczyce) | Magdalena Jaworek (AZS UWM Olsztyn) Klaudia Rogalska (AZS UWM Olsztyn) Katarzyna Garbacka (AZS UW Warszawa) Kinga Rudolf (Kolejarz Częstochowa)                   |
| Mixed        | Robert Mateusiak (Hubal Białystok) Nadieżda Kostiuczyk (Hubal Białystok)    | Michał Łogosz (SKB Litpol-Malow Suwałki) Natalia Pocztowiak (Technik Głubczyce) | Robert Kowalczyk (Hubal Białystok) Agnieszka Wojtkowska (Technik Głubczyce) Adam Cwalina (Technik Głubczyce) Małgorzata Kurdelska (AZS UW Warszawa)               |